# في آر نارين كومار
في آر نارين كومار مواليد 29 يوليو 1974، هو سائق راليات هندي بدأ مسيرته في سنة 1994. كان أول رالي له في الهند سنة 1994 وحقق أول فوز له في السنة التالية. شارك في بطولة العالم للراليات.

## سجل الفوز
- رالي جودبور 2010

## روابط خارجية
- في آر نارين كومار على موقع eWRC-results.com (الإنجليزية)